# Caryocolum abhorrens
Caryocolum abhorrens är en fjärilsart som beskrevs av Peter Huemer 1988. Caryocolum abhorrens ingår i släktet Caryocolum och familjen stävmalar. Inga underarter finns listade i Catalogue of Life.